# Акоста, Хуана
Хуана Акоста Рестрепо (исп. Juana Acosta Restrepo; род. 28 ноября 1976, Кали, Колумбия) — испанская актриса колумбийского происхождения.

## Биография
Хуана Акоста родилась в 1976 году и выросла в колумбийском городе Кали. Она училась во французском лицее Поля Валери (фр. Lycée Français Paul Valéry), а затем — в школе изящных искусств университета Анд в Боготе. Параллельно Акоста начала сниматься в популярных колумбийских сериалах, в 1998 году она сыграла небольшую роль в фильме Серхио Кабреры «Переворот на стадионе». Примерно в то же время Хуана провела год в США, чтобы изучить английский язык и познакомиться с американской культурой.
В 2000 году Акоста переехала в Мадрид. Чтобы завершить актёрское образование, она поступила в театральную мастерскую Хуана Карлоса Кораццы и закончила её в 2003 году. Хуана продолжила карьеру киноактрисы, снимаясь в испанских фильмах и сериалах, в том числе таких как «Центральная больница» или «Римская Испания, легенда», собиравших большую зрительскую аудиторию. В 2016 году она сыграла одну из главных ролей в драме «7 лет» — первом фильме, произведённом студией Netflix для Испании.
В следующем году Хуана снялась в комедии «Идеальные незнакомцы», ремейке одноимённого фильма Паоло Дженовезе. В Испании фильм посмотрело больше 3 миллионов зрителей в кинотеатрах, он вошёл в десятку самых кассовых испанских картин в домашнем кинопрокате. Акоста получила национальную премию  Fotogramas de Plata в номинации лучшая актриса.
В 2021 году Хуана номинировалась на премию «Гойя» как лучшая актриса второго плана за роль в комедии «Неудобство», но уступила награду Натали Посе.

## Фильмография

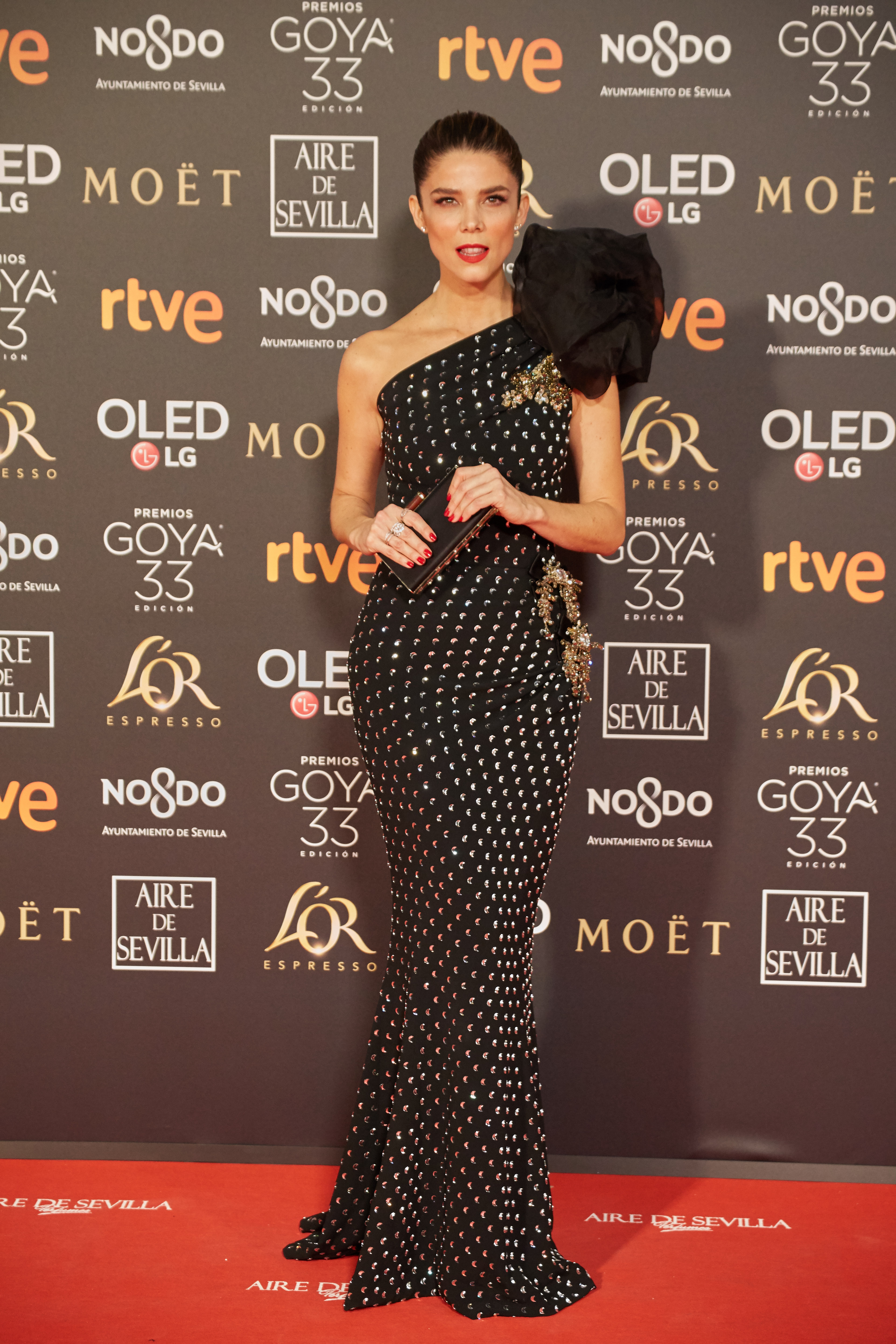
Хуана Акоста на вручении 33-й премии «Гойя» (2019)

| Кино       | Кино                       | Кино                                | Кино        |
| Год        | Фильм                      | Оригинальное название               | Примечания  |
| ---------- | -------------------------- | ----------------------------------- | ----------- |
| 1998       | Переворот на стадионе      | Golpe de estadio                    |             |
| 2000       | Калибр 35                  | Kalibre 35                          |             |
| 2001– 2002 | Полицейские, в сердце улиц | Policías, en el corazón de la calle | ТВ-сериал   |
| 2002       | Хавьер уже не одинок       | Javier ya no vive solo              | ТВ-сериал   |
| 2003       | Слэм                       | Slam                                |             |
| 2005       | Бей сильнее                | A golpes                            |             |
| 2005       | 2 стороны кровати          | Los 2 lados de la cama              |             |
| 2006       | Добро пожаловать домой     | Bienvenido a casa                   |             |
| 2007       | Генезис                    | Génesis: En la mente del asesino    | ТВ-сериал   |
| 2008– 2009 | Центральная больница       | Hospital Central                    | ТВ-сериал   |
| 2010       | Адольфо Суарес             | Adolfo Suárez, el presidente        | ТВ-фильм    |
| 2010       | Час на Канарских островах  | Una hora más en Canarias            |             |
| 2010       | Карлос                     | Carlos                              | Мини-сериал |
| 2011       | Картель жаб                | El Cartel de los Sapos              |             |
| 2011– 2012 | Римская Испания, легенда   | Hispania, la leyenda                | ТВ-сериал   |
| 2013       | 11.6                       | 11.6                                |             |
| 2013       | Освободитель               | Libertador                          |             |
| 2013       | Семья                      | Familia                             | ТВ-сериал   |
| 2014       | Царство красоты            | Le Règne de la beauté               |             |
| 2014– 2015 | Галерея Вельвет            | Velvet                              | ТВ-сериал   |
| 2015       | Время без воздуха          | Tiempo sin aire                     |             |
| 2015       | Анна                       | Anna                                |             |
| 2016       | Скалистый берег            | Acantilado                          |             |
| 2016       | 7 лет                      | 7 años                              |             |
| 2016       | Четыре сезона в Гаване     | Cuatro estaciones en La Habana      | Мини-сериал |
| 2017       | Идеальные незнакомцы       | Perfectos desconocidos              |             |
| 2018       | Босс                       | Jefe                                |             |
| 2018       | Волна преступлений         | Ola de crímenes                     |             |
| 2018       | Арестант no name           | Imprisoned                          |             |
| 2018– 2019 | Гиганты                    | Gigantes                            | ТВ-сериал   |
| 2020       | Неудобство                 | El inconveniente                    |             |
| 2021       | Воздержание                | La templanza                        | ТВ-сериал   |
| 2021       | Харлан Кобен. Невиновен    | El inocente                         | Мини-сериал |
| 2021       | Последствия                | Las Consecuencias                   |             |
| 2022       | Тогда и сейчас             | Now and Then                        | ТВ-сериал   |
| 2023       | Яростный волк              | Lobo feroz                          |             |

## Награды и номинации
Полный список наград и номинаций на сайте IMDb.
| Награды и номинации | Награды и номинации | Награды и номинации          | Награды и номинации  | Награды и номинации |
| Год                 | Награда             | Категория                    | Фильм                | Результат           |
| ------------------- | ------------------- | ---------------------------- | -------------------- | ------------------- |
| 2018                | Fotogramas de Plata | Лучшая актриса               | Идеальные незнакомцы | Победа              |
| 2021                | Премия «Гойя»       | Лучшая актриса второго плана | Неудобство           | Номинация           |

## Семья и личная жизнь

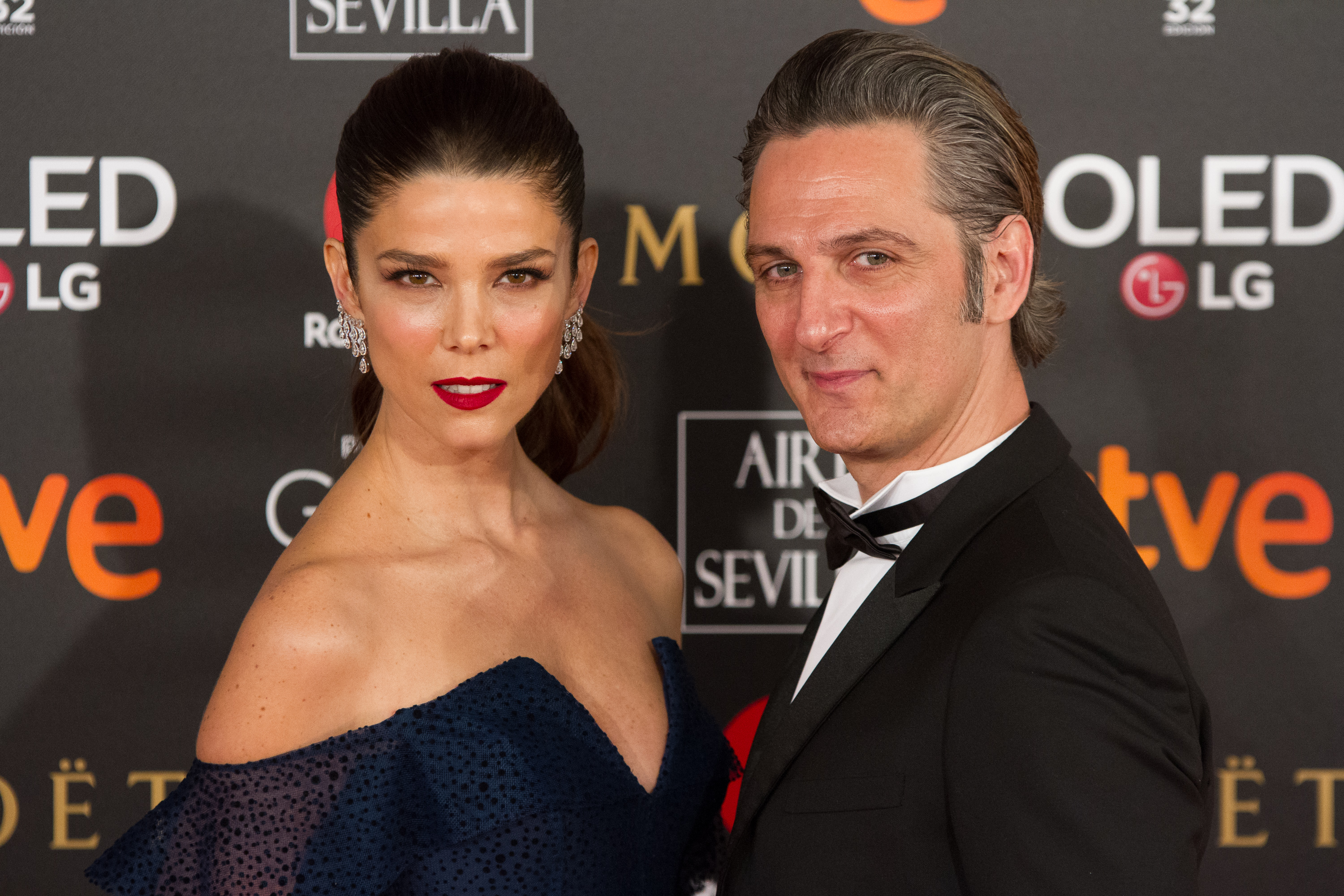
Хуана Акоста и Эрнесто Альтерио на вручении 32-й премии «Гойя» (2018)

Родители Хуаны, Альваро Акоста и Марта Лусия Рестрепо, расстались, когда ей было шесть лет, а впоследствии её отец был убит, когда Хуане исполнилось шестнадцать. У Хуаны Акосты есть родная сестра Валентина (родилась в 1982 году) и четверо старших братьев и сестёр — дети отца от первого брака. Мать и младшая сестра переехали в Мадрид примерно в одно время с Хуаной, но если Марта Лусия осталась в Испании, то Валентина Акоста через несколько лет вернулась в Колумбию и тоже сделала карьеру актрисы, снимаясь в основном на ТВ и в сериалах.
В 2003 году Хуана познакомилась с Эрнесто Альтерио — аргентинским актёром театра и кино, сыном Эктора Альтерио. Отношения Акосты и Альтерио продлились 15 лет, при этом они никогда официально не были женаты. В 2006 году у них родилась дочь Лола, а в фильме «Идеальные незнакомцы» (2017) Акоста и Альтерио, как и в жизни на тот момент, сыграли семейную пару.
После разрыва с Эрнесто Альтерио Хуана Акоста была в отношениях с архитектором Оливером Санчесом и французским финансистом Шарлем Алазе.